# Blastocladiella britannica
Blastocladiella britannica är en svampart som beskrevs av Horenst. & Cantino 1961. Blastocladiella britannica ingår i släktet Blastocladiella och familjen Blastocladiaceae.   Inga underarter finns listade i Catalogue of Life.